# Estadio Carlos Dittborn
Az Estadio Carlos Dittborn stadion a chilei Aricában álló labdarúgó stadion, melyet az 1962-es labdarúgó-világbajnokságra építettek. Itt  kerültek megrendezésre az 1. csoport (Uruguay, Kolumbia, Szovjetunió, Jugoszlávia) selejtező mérkőzései.
A stadion nem csak a labdarúgó sportot képes kiszolgálni, sokoldalúsága további sportágaknak (atlétika, amerikai futball), kulturális és egyéb rendezvényeknek is helyet tud biztosítani. A stadion építését az 1962-es labdarúgó- világbajnokságra fejezték be, nézőterének befogadóképessége 17786 fő. A stadiont Carlos Dittbornról nevezték el, aki a chilei világbajnokság szervező bizottságának az elnöke volt, de a világesemény előtt egy hónappal meghalt.